# ソウル市電
ソウル市電（ソウルしでん）では、大韓民国（韓国）の首都ソウル特別市（旧称は漢城及び京城）に存在した路面電車（市街電車、市電）について記す。
「市電」は通称名であり、末期の一時期を除いて市営ではなかった。経営母体は何度か変遷を経たが、開業から廃止直前まで終始電力会社の運営であった。

## 概要

### 敷設へのいきさつ
李氏朝鮮は、下関条約で清からの冊封国を脱して1897年に大韓帝国となるものの、2年前の1895年には閔妃の暗殺事件、翌1896年には国王（大韓帝国発足で皇帝）の高宗がロシア公使館に逃げ込む露館播遷が起こるなど、内政は不安定であった。
高宗は清凉里（チョンニャンニ・現在のソウル特別市北部の地域）の洪陵に閔妃の墓所を築造し、よく礼拝に赴いていたが、従者を多く連れる行列での参拝は多額の費用を要していた。そのためアメリカの技術者が、墓所まで路面電車を敷設し、普段は民の移動手段とすることで、経費の削減と増収の一石二鳥を図れるとして、電車敷設を促した。それが受け入れられたため、王室とアメリカの技術者の共同出資で漢城電気（資本金150万円 ヘンリー・コールブラン(Henry Collbran)とハリー・ライス・ボストウィック(Harry Rice Bostwick)が75万円、王室が75万円、うち王室は15万円のみ払込）が1898年に設立され、電車の敷設を行う事にした。この時、一足早く電車の導入を開始していた日本の京都電気鉄道（1895年開業）に設計と工事を依頼している。

### 運行開始と路線の拡大
東大門の横に発電所が併設され、1899年4月8日に西大門 - 清凉里間に開業式を催し、単線未舗装ながらも電車の運行は始められた。途中、鍾路を東西に貫くルートであった。この時の車両は当時のアメリカの路面電車に見られたオープン型のスタイルで、乗降用扉がなく、車体側面に設けられたステップから直接車内へ出入りするものであった。建設時の経緯から、一般車8両とともに当初より貴賓車1両が製造された。運転は京都電鉄から出向した日本人が担ったと言う。電圧は直流600V、軌間は1067mmであった。
当初は電車に対する物珍しさから乗客が殺到したが、後に子供を轢死させる事故が起こると暴動が発生し、電車が焼失する事態まで招いた。これに伴い日本人の運転士は身の危険を感じて全員が辞職し、代わってアメリカ人運転士が着任するまでの1週間、電車の運行は停止された。
光武4年(1900年)5月18日午後9時頃、再度人身事故が起き、乗客は下車し、付近の群集が集まり、電車のガラス窓を破壊し、乗車券発売所の小屋も破壊された。この際、乗客の米国人が負傷を負ったため、多数の米国人が集まって、群集に向かって短銃を乱射した。その後、兵丁巡檢が派遣され、首謀者七名が護送された。
その後、路線の拡張を計画する。南大門、旧龍山方面への延伸がなされ、車両も増備した。また、電気事業も好調で電車事業とともに拡張工事が必要となり、それに必要な資金を調達するため、漢城電気は米国信託会社に会社を売却し、資金を調達。韓美電気（社長ヘンリー・コールブラン、本社アメリカ）が事業を引き継いだ。
しかし韓美電気は、日本の渋沢栄一の商社へ会社ごと1909年に売却したため、路面電車と電力ガス事業は日系の日韓瓦斯電気の管轄になった。なお、1910年には日韓併合がなされた。

### 日本統治下

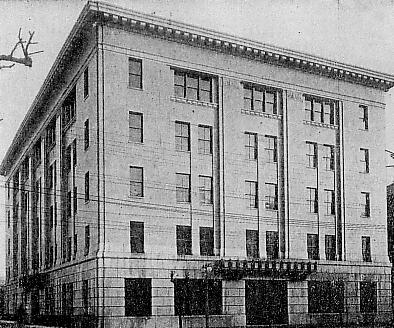
京城電気社屋

1910年に朝鮮が日本の統治下に入り、路面電車は引き続き日韓瓦斯電気、のちの京城電気の管轄となる。同社は朝鮮半島中央部を営業区域とする電力会社で、電力事業と併行して京城の路面電車事業を行っていた（このほか、1942年には朝鮮半島中部の金剛山電気鉄道を合併し、電力事業と鉄道運営を引き継いだ）。
日本統治開始後間もない頃、黄金町（現・乙支路、日本人街）や京城駅（現・ソウル駅）、さらに郊外各地域へと延長された。太平洋戦争中は市街地の不採算路線の一部が撤去されたが、北部の敦岩町、漢江より南側の新吉町、永登浦地区へも延長された。
車輌は開業当初の車輌の代替として大正時代から昭和初期に掛けて製造された木造単車や木造ボギー車は自社工場製がほとんどで、他に鉄道局工場、龍山工作、田中車輛（現・近畿車輛）釜山工場など、朝鮮で製造された車輌ばかりであった。1930年代以降には半鋼製ボギー車が製造されるようになったが、これらはそれまでの車両と異なり、日本車輌など内地製造の物がほとんどであった。このうち、片側面に3つのドアを持つ300級は、1945年頃までに約100輌が製造され、韓国独立後も主力として使用された。

### 大韓民国
日本統治が太平洋戦争の終結で幕を閉じるが、電車の経営も社名はそのまま京城電気（朝鮮語読み：キョンソンジョンギ）で朝鮮人の手へ完全に移行する。しかし1950年に朝鮮戦争が勃発し、ソウルも同戦争における激戦地となった為、半数以上の車両が焼失した。このため運行を確保するのには苦労が伴った。
国連軍・韓国軍がソウルを奪回したのちの1951年、韓国の支援国であったアメリカは市電復興の一助として、アトランタ市・ロサンゼルス市の市内電車の廃止によって不要となった車両52両を韓国に持ち込ませ、うち20両をソウル市電に導入した（残りは釜山市電に導入）。また朝鮮戦争停戦後の1950年代後半以降、国際協同組合同盟(ICA)の援助により韓国国内で車両を新製したり、日本製（富士車輌）の新車両を導入したりして輸送力を回復させ、韓国の首都の交通機関として、街を支えた。1961年には京城電気など韓国内の電力会社の合併で韓国電力公社が発足し、経営母体が同公社に代わっている。
しかし、1960年代後半以降、「漢江の奇跡」と呼ばれる経済成長を遂げたことによってモータリゼーションが進み、経営面でも車両や保線などのインフラ整備が遅れるなどの諸事情が重なり、運行が困難な状況に至った。1967年9月20日に発表された「電車近代化5カ年計画」で路線の郊外移設計画が公表されたものの、翌1968年4月16日には計画が白紙化され、廃止の方針に転じた。そして、1968年11月30日をもって全線の運行が停止され、順次設備は撤去された。この年の5月には釜山の路面電車も廃止された為、韓国から路面電車は消滅することになった。

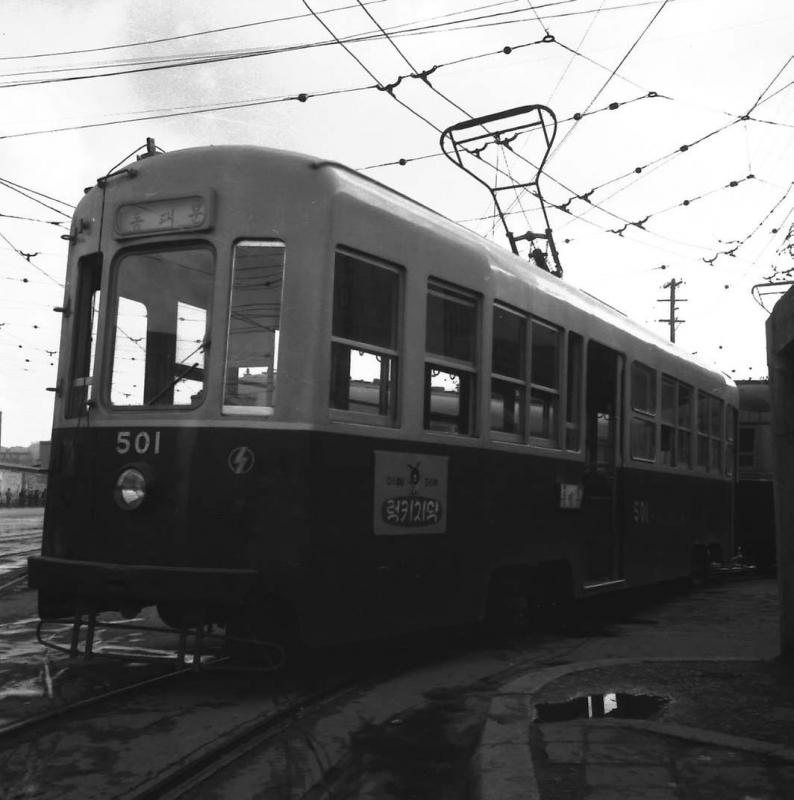
大韓民国時代に導入された日本製の新車

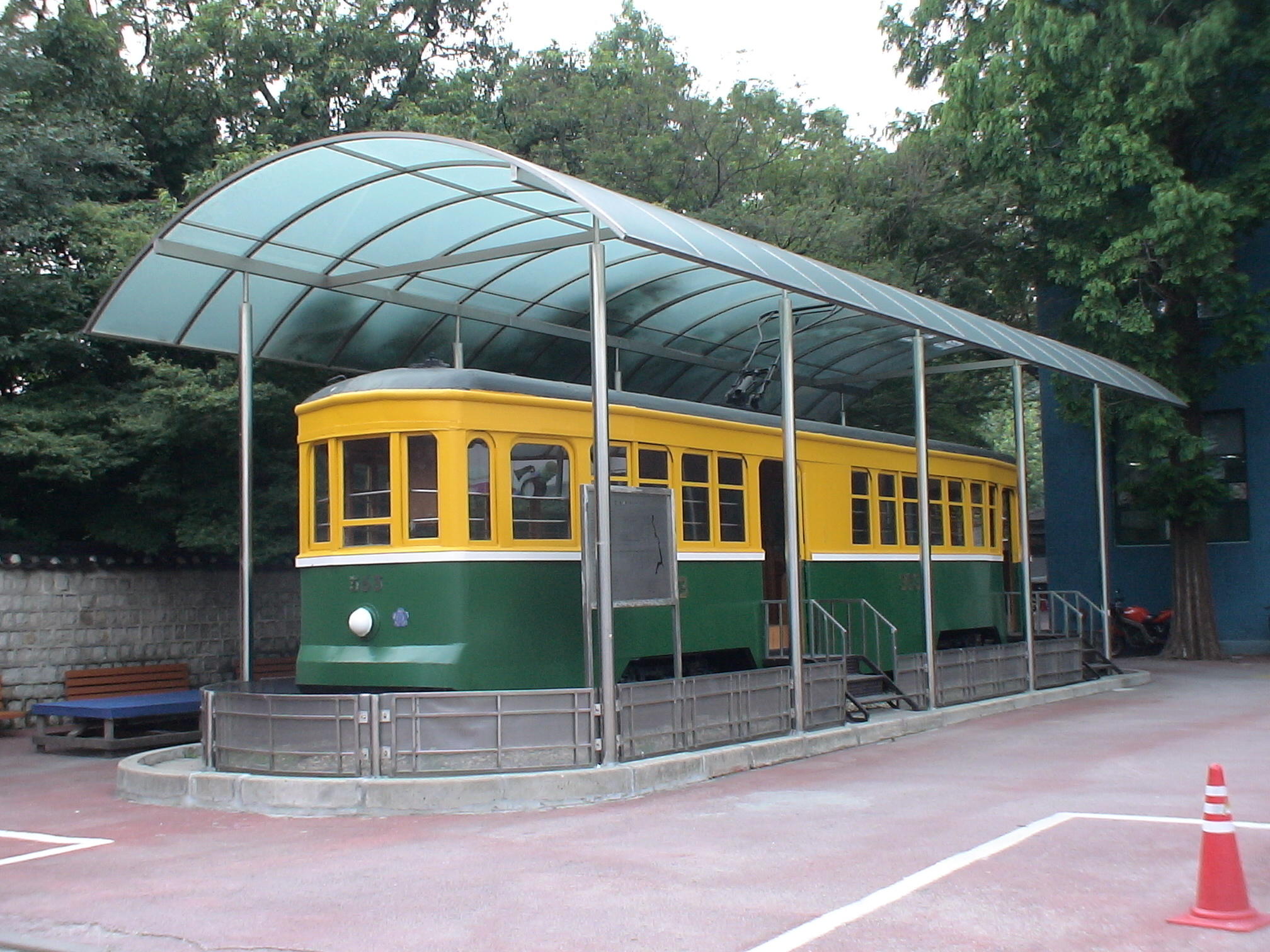
国立ソウル科学館に保存されている電車363号。（大韓民国登録文化財第426号）

現在、2両（363号、381号）の車両がソウル市内に静態保存され、いずれも大韓民国登録文化財に登録されている。363号は鍾路区の国立ソウル科学館に保存・展示され、ソウル子供大公園に長年保存されていた381号は鍾路区のソウル歴史博物館野外展示場に移設した上で当時の姿に近い状態に復元された。
2023年、光化門の「月台」と周辺部の発掘調査において、当時の線路が発見された。

### 年表
- 光武2年 1. 26 (1898年）漢城電氣會社 アメリカの技術者コルブランと高宗の共同出資

高宗は出資金を全額払いこみはせずコルブランより借入
- 光武5年 06.17(1901年)　漢城電氣會社 社屋(ソウル鍾路区鐘路2街 8番地, 現在 長安ビル)
- 光武6年 01.04.(1902年) 漢城電氣會社 社屋全焼
- 漢城電気はすべての財産を担保とし、本社を米国コネチカット州の韓美電氣會社(社長 ミルス）に移管。以降、韓美電氣は米国の会社法に従うこととなる。
- 1904年	韓美電氣會社に吸収合併
- 1945年8月15日 - 大韓民国独立と同時に韓国人が電車事業を引き受け
- 1950年 - 朝鮮戦争勃発により運行中止
- 1952年6月2日 - 電車運行再開
- 1952年7月3日 - 米国からの援助物資として中古車両投入
- 1961年7月1日 - 京城電気、朝鮮電気、南鮮電気の電力3社統合により韓国電力公社、出帆。同時にソウル市電事業は韓国電力により運営開始
- 1963年5月30日 - 日本、富士車輌から新車8両輸入、旧型車を代替
- 1965年日付不明 - 日本より新車35両輸入、旧型車を代替
- 1966年6月1日 - ソウル市電事業は韓国電力からソウル特別市に移管
- 1968年11月30日 - この日をもって電車の運行停止、ソウル市電廃止

## 路線

### 大韓民国独立後の路線
（　）内は日本統治時代の呼称。
往十里 - 乙支路6街（黄金町6丁目） - 乙支路4街（黄金町4丁目） - 南大門 - 南大門路5街 - 南営洞（練兵町） - 鷺梁津駅 - 永登浦駅
清凉里 - 城東駅 - 東大門 - 鍾路4街 - 正宗路 - 西大門 - 麻浦
東大門 - 乙支路6街
敦岩洞（敦岩町） - 鍾路4街 - 乙支路4街
南大門 - 支庁前 - 正宗路 - 中央庁（総督府前） - 孝子洞（孝子町）
南大門路5街 - ソウル駅（京城駅前） - 西大門 - 霊泉
南営洞 - 元暁洞（元町）
南営洞 - 三角地車庫

### 日本統治時代の廃止路線
黄金町4丁目 - 本町4丁目
黄金町6丁目 - 奨忠壇
鍾路 - 安国町 - 総督府前

## ライトレール構想
ソウル市電の廃止から半世紀以上を経た2020年に、ソウル市は慇礼新都市にライトレールを敷設する構想を明らかにした。2023年4月13日に着工され、2026年8月開業を目指している。